# Morti nel 1375
| Questa pagina contiene informazioni ricavate automaticamente dalle voci biografiche con l'ausilio del template Bio e di un bot. L'aggiornamento è periodico e automatico e ricostruisce completamente la pagina. Se manca una persona in questa lista, sei pregato di non aggiungerla, ma accertati piuttosto che la sua voce biografica contenga il template Bio e che i dati anagrafici siano correttamente compilati. Se il template Bio manca, inseriscilo tu stesso o, in alternativa, metti l'avviso {{tmp\|Bio}} che ne segnala la mancanza. Se i dati riportati sono sbagliati, correggi direttamente la voce biografica; le modifiche saranno visibili in questa lista entro pochi giorni. Per chiarimenti vedi il progetto biografie. La lista contiene solo le 29 persone che sono citate nell'enciclopedia e per le quali è stato implementato correttamente il template Bio. Pagina aggiornata al 18 ago 2025. |

- 20 gennaio - Giacomo IV di Maiorca, sovrano spagnolo (n. 1336)
- 23 gennaio - Antonia del Balzo, regina
- 31 gennaio - Margherita Drummond, regina (n. 1340)
- 13 marzo - Quṭb al-Dīn Shāh Maḥmūd, nobile persiano
- 16 aprile - John Hastings, II conte di Pembroke, militare inglese (n. 1347)
- 20 aprile - Eleonora di Sicilia, principessa italiana (n. 1325)
- 21 aprile - Elisabetta di Meißen, nobile tedesca (n. 1329)
- 5 maggio - Giovanni di Hildesheim, monaco cristiano e teologo tedesco
- 13 maggio - Stefano II di Baviera, duca tedesco (n. 1319)
- 16 maggio - Liu Ji, politico, funzionario e poeta cinese (n. 1311)
- 5 luglio - Carlo III d'Alençon, conte e arcivescovo cattolico francese (n. 1337)
- 5 agosto - Raimondo del Balzo, nobile italiano
- 1º settembre - Filippo d'Orléans, duca francese (n. 1336)
- 18 ottobre - Cansignorio della Scala, condottiero italiano (n. 1340)
- 24 ottobre - Valdemaro IV di Danimarca, re danese
- 12 novembre - Giovanni Enrico di Lussemburgo, nobile austriaco (n. 1322)
- 21 dicembre - Giovanni Boccaccio, scrittore e poeta italiano (n. 1313)
- Anichino di Bongardo, tedesco
- Bianca di Castiglia, principessa
- Paolo Alboino della Scala, italiano (n. 1343)
- Jean d'Arbois, pittore francese
- Luigi Gianfigliazzi, politico e letterato italiano (n. 1310)
- Giovanni di Lusignano, principe
- Giovanni III Malatesta, condottiero italiano
- Raimond de Salg, patriarca cattolico francese (n. 1300)
- Ibn al-Shatir, filosofo arabo (n. 1305)
- Mariano IV d'Arborea (n. 1319)
- Taddea da Carrara, nobile italiana
- Ibn al-Khatib, politico arabo (n. 1313)